# Mesostalita kratochvili
Mesostalita kratochvili är en spindelart som beskrevs av Christa L. Deeleman-Reinhold 1971. Mesostalita kratochvili ingår i släktet Mesostalita och familjen ringögonspindlar. Inga underarter finns listade i Catalogue of Life.